# Повернення (новела)
«Пове́рнення» (фр. Le Retour) — новела французького письменника Гі де Мопассана, видана у 1884 році. Твір розповідає про несподіваний трикутник, який виник після повернення додому безвісти зниклоро рибалки, дружина якого вступила у другий шлюб.

## Історія
Гі де Мопассан вперше опублікував новелу в газеті «Le Gaulois» 28 липня 1884 року під назвою «Мартени». З цього приводу видавець Авар написав Мопассану 5 серпня 1884 року: «Чорти забирай, яку чудову новелу Ви помістили в „Голуа“!… Ніколи ще Ви не створювали нічого сильнішого». Пізніше твір вийшов у книжковому форматі в складі збірки «Іветта».
В українському перекладі новела побачила світ у видавництві «Дніпро» двічі: у восьмитомному зібранні творів Гі де Мопассана (1969—1972) в перекладі Ірини Стешенко і двотомному виданні вибраних творів письменника (1990) у перекладі Галини Венгреновської.

## Сюжет
Родину Мартен-Левеків вже кілька днів переслідує якийсь чоловік. Дружина рибалки Мартена залишилась з двома дітьми на руках після того, як її чоловік зник безвісти. Проживши самотою 10 років, вона зважилась на другий шлюб із рибалкою Левеком, від якого народила ще трьох дітей. Старші діти бояться волоцюжки, що весь час наглядає за їхньою злиденною хатиною з вулиці. Та коли Левек повертається додому, він після короткої розмови з подорожнім запрошує голодного до хати. Тоді жінка впізнає у волоцюжці першого чоловіка. Двозначну ситуацію ускладнює те, що хата належить Мартену. Левек ставиться до цієї прикрості з філософським спокоєм, він пропонує Мартенові піти до священника, який розсудить, кому тепер належатиме жінка. Дорогою вони заходять до шинка, власник якого зустрічає Мартена з невимушеною байдужістю.

## Аналіз твору
Ця новела вирізняється з-поміж інших творів Гі де Мопассана тим, що в ній відсутні гумор, сатира і викривальне засудження людських вад. Композиція «Повернення» така, що в ній авторська позиція залишається прихованою. Автор неначе пропонує читачеві самому розсудити непросту ситуацію, що склалася в сім'ї Мартен-Левеків. Цей пошук істини письменник ускладнює тим, що всіх героїв твору робить позитивними: рибалка Мартен не кидав дружини, а потрапив у дванадцятирічний полон; жінка не зрадила першого чоловіка, а десять років відважно боролася зі злиднями, і лише втративши надію на повернення чоловіка, наважилась на другий шлюб; рибалка Левек теж добропорядний чоловік і батько, здатний розділити з невідомим волоцюгою останню крайку хліба. Трагізм ситуації підкреслює і завершення твору — зумисно нейтральне і неповне, без натяків на можливі варіанти розв'язання проблеми.